# Tour de Nesle
Tour de Nesle (dansk: Nesles Tårn) var et af de fire store vagttårne i Paris' gamle bymur, opført i begyndelsen af 1200-tallet af kong Filip 2. August og revet i 1665. 
Tårnet stod på den venstre (sydlige) bred af Seinen over for den gamle Louvre-borg på den modsatte side af floden. Oprindeligt kendt som Tour Hamelin, var det en cylindrisk struktur på cirka 10 meter i diameter. Højden var omkring 25 meter, med en trappetårn, der nåede lidt højere op. Senere blev tårnet en del af Hôtel de Nesle, et middelalderpalæ. 
På Seinens højre bred lå et lignende højt tårn: Tour du Coin (Hjørnetårn). Tårnene beskyttede adgangen opstrøms til byen mod Île de la Cité. 
I 1308 købte kong Filip 4. tårnet af Amaury de Nesle. I 1319 forærede kong Filip 5. bygningen til sin dronning Johanne af Burgund, og hun efterlod det i sit testamente til Burgunds Kollegium, som hun havde grundlagt for Paris' Universitet. Palæet og tårnet blev nedrevet i 1665 og på stedet opførtes Collège des Quatre-Nations (senere overtaget af Institut de France) med Bibliothèque Mazarine. 
I det 19. århundrede skrev Alexandre Dumas den ældre det berømte kærlighedsdrama La Tour de Nesle, hvor han skildrede stedet som et orgieteater og gerningsstedet for mordet på dronningen af Frankrig i begyndelsen af 1300-tallet, (sandsynligvis Margrete af Burgund). Hans historie er baseret på legenden fra 1400-tallet kendt som Tour de Nesle Affæren (Affaire de la tour de Nesle), centreret omkring reelle begivenheder, der fandt sted i 1314, hvor Filip 4.'s svigerdøtre blev anklaget for utroskab, og deres påståede elskere tortureret, flået og henrettet. 

## Galleri
- Tour de Nesle i middelalderen som forestillet af Viollet-le-Duc. Udsigt til nordvest og Seine-floden. Porte de Nesle er porten i midten til højre.
- En mindeplade på den nordlige mur af Institut de France viser den tidligere placering af Tour de Nesle.
- Tour og Hôtel de Nesle med Palais du Louvre på den anden side af floden (Plan de Truschet & Hoyau, ca. 1550)
- Plan de Mérian (1615): I bunden ses Tour de Nesle, Hôtel de Nevers og voldgraven